# Cellule gliale
Dans le système nerveux, les cellules gliales (parfois nevroglie ou tout simplement glie, du grec γλοιός (gloios), « gluant ») sont les cellules qui forment l'environnement des neurones. Elles assurent le maintien de l'homéostasie, produisent la myéline et jouent un rôle de soutien et de protection du tissu nerveux en apportant les nutriments et l'oxygène, en éliminant les cellules mortes et en combattant les pathogènes.
Les cellules gliales représentent environ 50 % du volume cérébral et au plus 50 % des cellules du cerveau, contrairement à l'assertion très répandue affirmant des ratios de 10:1 à 50:1, sans aucune référence sérieuse. On distingue en général 4 principaux types de cellules gliales :
- les astrocytes ;
- les oligodendrocytes et les cellules de Schwann ;
- les épendymocytes ;
- la microglie.

Contrairement à la grande majorité des neurones, les cellules gliales peuvent se diviser par mitose.
Pendant longtemps, l'implication des cellules gliales dans le traitement de l'information nerveuse a été sous-estimée par rapport au rôle prééminent des neurones, mais il est aujourd'hui reconnu qu'elles exercent une action modulatrice sur la neurotransmission bien que le détail de ces mécanismes reste mal compris.

## Historique
Les cellules gliales et les neurones ont probablement été observés pour la première fois en même temps au début du 19e siècle. Jusqu'au milieu du XXe siècle, elles étaient considérées simplement comme de la « glu » qui « colle » les neurones ensemble, contrairement aux neurones dont les propriétés morphologiques et physiologiques étaient directement observables par les premiers investigateurs du système nerveux.
En 1839, Theodor Schwann publie son ouvrage Mikroskopische Untersuchungen uber die Uebereinstimmung in der Struktur und dem Wachstum der Thiere und Pflanzen (« Recherches microscopiques sur la concordance de structures et de développement des animaux et des plantes ») qui fondera la théorie cellulaire. Il y décrit les neurolemmocytes du système nerveux périphérique qui produisent le manchon de myéline entourant les fibres nerveuses, depuis dénommées cellules de Schwann et qui font partie des cellules gliales.
Le terme « glie » est d'abord utilisé par Rudolf Virchow en 1846 pour désigner la substance conjonctive du cerveau et de la moelle spinale. On attribue à Virchow la découverte des cellules gliales en 1856. Il décrit en fait le tissu connectique des cellules nerveuses et qu'il appelle « neuroglie ». En 1893, Andriezen distingue la « glie fibreuse », trouvée dans la substance blanche, de la « glie protoplasmique » dans la substance grise dont les cellules de forme étoilée sont baptisées astrocyte par Michael von Lenhossék (1893).
Ramon y Cajal reprendra ce terme dans la description très précise qu'il donne de la structure de ces cellules grâce à une coloration de son invention (1913) qui lui permet, contrairement à la méthode de Golgi de bien voir les astrocytes de la substance grise. Del Rio Hortega distingue les « oligodendrocytes » et les cellules de la microglie en 1919-1928.
Il a été établi que les cellules gliales jouent un rôle dans la communication synaptique via, par exemple, la recapture des neurotransmetteurs et donc dans le traitement de l'information par le système nerveux, c'est-à-dire dans la « pensée » dans le langage commun.

## Classification
On distingue deux classes de cellules gliales, les cellules de la microglie et les cellules de la macroglie. On différencie aussi les cellules gliales par leur localisation, dans le système nerveux central (SNC) ou dans le système nerveux périphérique (SNP).

### Les cellules microgliales
Elles jouent un rôle dans la phagocytose.

### Les cellules macrogliales
Ces cellules sont très nombreuses dans le système nerveux central. Mais il en existe aussi dans le système nerveux périphérique, où ces cellules ont des fonctions analogues à certaines cellules gliales du système nerveux central.

#### Les cellules gliales du système nerveux central (SNC)
Ces cellules dérivent des glioblastes du tube neural embryonnaire.
- les astrocytes ont une forme étoilée, avec de nombreux prolongements radiaires. Ce sont les plus grosses cellules du tissu nerveux. On distingue les astrocytes de type I, qui sont en contact avec les capillaires sanguins, et les astrocytes de type II, entourant le neurone et la fente synaptique empêchant ainsi la dispersion des neurotransmetteurs. De plus, les astrocytes synthétisent des neurotransmetteurs. Ils maintiennent également les neurones en bon état de fonctionnement en leur apportant de l'énergie. Ils contribuent à maintenir l'équilibre de la composition du liquide extracellulaire. Grâce à leurs « pieds », les astrocytes assurent un lien fonctionnel entre les vaisseaux et les neurones : ils prélèvent les substrats énergétiques (glucose, oxygène) au niveau des vaisseaux sanguins et les amènent aux neurones, ils débarrassent également les neurones des substances de dégradation qui doivent être évacuées par les vaisseaux sanguins.
- les oligodendrocytes sont plus petits que les astrocytes et portent moins de prolongements qu'eux. Ils sont à l'origine des gaines de myéline entourant les axones des fibres nerveuses. Il existe des petites portions d'axone non recouvertes de myéline appelées nœuds de Ranvier. Elles sont marquées par les galactocérébrosides.
- les épendymocytes dérivent des épendymoblastes. Ils forment une paroi qui délimite les différentes cavités du système nerveux central. Ces cellules sont aussi responsables de la synthèse du liquide cérébrospinal (LCS).

#### Les cellules gliales du système nerveux périphérique (SNP)
Ces cellules dérivent des glioblastes des crêtes neurales de l'embryon.
- les cellules satellites ont une fonction analogue aux astrocytes. Elles entourent les neurones sensoriels et autonomes. La différence est qu'elles sont dans un milieu où est présent du tissu non neural.
- les cellules de Schwann, comme les oligodendrocytes, assurent la myélinisation des axones, c'est-à-dire leur isolation électrique. Il existe néanmoins de petites différences entre ces deux types de cellules. Les cellules de Schwann n'existent qu'au niveau du système nerveux périphérique. Une cellule de Schwann forme la gaine de myéline autour d'un seul axone, alors que les oligodendrocytes peuvent myéliniser plusieurs axones (de différents neurones) au sein du système nerveux central (en moyenne une dizaine).

## Rôle
Dans le système nerveux central, les cellules gliales assurent l'homéostasie du milieu neuronal (astrocytes). Elles isolent également physiquement les neurones, en formant la barrière hémato-encéphalique (épendymocytes et astrocytes de type I). Toute substance doit traverser cette barrière avant d'atteindre les neurones.
Les astrocytes de type I assurent aussi la fonction de charpente et la fonction métabolique. Les astrocytes de type II ont des échanges simultanément avec plusieurs neurones. Ils permettent de synchroniser l'activité synaptique, en faisant varier les concentrations ioniques autour des neurones ce qui modifie l'état électrique et donc la réactivité de ces neurones. Les astrocytes disposent aussi de récepteurs aux neurotransmetteurs, tout comme les neurones : ils sont donc influencés par l'activité synaptique. Les oligodendrocytes, tout comme les cellules de Schwann dans le système nerveux périphérique, enroulent leur membrane plasmique autour de certains axones pour former une gaine de myéline. C'est cette gaine qui permet d'accélérer la transmission de l'influx nerveux dans les axones.
Les cellules gliales sont liées embryologiquement aux cellules nerveuses. Elles ont une fonction de soutien envers les neurones et elles participent à leur nutrition. Puisque les cellules gliales se divisent, elles ont aussi le rôle de combler les pertes de tissus nerveux, pouvant subvenir à la suite d'un accident vasculaire cérébral, ou à un traumatisme crânien. Ces dernières se divisent de manière lente en général, au cours de l'existence de l'organisme qui les contient. Elles sont ainsi, grâce à leur division dans le système nerveux, à l'origine des cicatrisations dans les zones du cerveau, aussi appelé gliose, ou des néoplastiques. Elles ont ainsi un rôle dans la plasticité neuronale.
En résumé, les différents rôles et fonctions des cellules gliales sont : 
- un rôle de support structural ;
- un rôle dans la transmission ;
- un rôle dans la barrière hémato-encéphalique ;
- un rôle dans la nutrition des neurones ;
- un rôle dans la formation de la gaine de myéline.

Actuellement[Quand ?], les recherches tendent à démontrer que les cellules gliales ne sont pas que des « ouvrières » aux services des neurones. Par exemple, leur action intervient dans la potentialisation du neurone mais aussi dans le développement des synapses,.
En effet, les données récentes montrent que les cellules gliales, notamment les astrocytes, seraient douées d'une forme d'excitabilité cellulaire basée sur des variations de concentrations intracellulaires de calcium : on parle d'ondes calciques intracellulaires, mais aussi d'ondes calciques intercellulaires, puisque ces ondes calciques seraient capables de se propager d'un astrocyte à l'autre. Le moyen par lequel ces ondes se propagent n'est pas encore clair, mais l'ATP semble fortement impliqué. Les jonctions communicantes entre astrocytes pourraient de même intervenir. L'augmentation de calcium astrocytaire serait entre autres responsable de la libération, par ces cellules, de substances actives, telles que le glutamate, qui pourraient directement influencer l'activité neuronale. Certains parlent même de gliotransmetteurs.
Des recherches récentes tentent de démontrer que les cellules gliales sont capables de se dé-différencier en neurone. Ces dernières participeraient donc à la neurogenèse chez l'adulte.
Fait étonnant, les cellules gliales peuvent être reprogrammées in vitro et sont ensuite capables de générer des neurones opérationnels. Ces expériences ouvrent une voie supplémentaire pour réparer les neurones altérés dans le cerveau.
Les travaux sur les implications des cellules gliales dans de nombreux mécanismes interprétés préalablement d'un point de vue exclusivement neuronal sont en pleine expansion, et sont encore source de débat, notamment sur le traitement de l'information et sa mémorisation. La mémorisation peut être expliquée du point de vue neurobiologique (autant sur le plan cellulaire que de réseau) par l'activité neuronale, mais le rôle des astrocytes est encore discuté.

## Divers
- on a remarqué au début du XXIe siècle que le cerveau d'Einstein (conservé, malgré ses dispositions testamentaires, par le docteur Thomas Harvey), possédait un nombre plus élevé que la moyenne de cellules gliales dans ses lobes pariétaux, mais on ne sait si cela explique son génie ou non. Cependant, on s'est plus tard rendu compte que cette constatation n'était en aucun cas significative et s'explique tout à fait logiquement : lors de l'autopsie on a relevé un pourcentage de cellules gliales beaucoup plus élevé que la moyenne. Marian Diamond, neuroanatomiste à l'université de Berkeley, écrit en 1985 dans la revue Neurology, que le ratio de cellules gliales par rapport aux neurones est plus élevé dans les lobes pariétaux d'Einstein que dans ceux de la moyenne des onze cerveaux témoins analysés. On en a déduit directement qu'Einstein possédait bien plus de cellules gliales que la moyenne des personnes. Ce qui a en réalité été mesuré c'est le rapport neurones/cellules gliales du cerveau d'Einstein[14].
- la pratique intensive du jeu chez les petits mammifères (par opposition à un environnement dépourvu de stimulation) se traduit par une augmentation du nombre de cellules gliales. L'expérience n'a pas, pour des raisons évidentes, été tentée sur l'homme, mais Einstein prenait grand plaisir à effectuer de constantes petites expériences de pensée. László Polgár, un psychiatre enseignant d'échecs, a néanmoins, en entraînant ses filles aux échecs depuis leur enfance, montré que le Q.I. peut être « cultivé » et grandement augmenté au cours de l'existence à la suite de l'exercice (échecs, mathématiques, expériences de pensée…).
- l'importance du jeu pour la formation des cellules gliales n'est pas sans éclairer d'une lumière intéressante les expériences éducatives de Jean Piaget, Maria Montessori, voire un ouvrage ancien de Jean-Marie Conty et Jean Borotra : Sport et formation de l'esprit (1968).

## Pathologies
Les neurones continuent à être très étudiés, y compris du point de vue de leurs pathologies, mais les chercheurs prêtent une attention croissante aux autres cellules du système nerveux central, dont aux cellules gliales qui ne sont plus considérées comme n'ayant qu'un rôle de soutien passif.
On a montré dans les années 2000–2015 que les cellules gliales sont impliquées dans : 
- les maladies neurodégénératives (Alzheimer, Parkinson), à cause de leur réponse inflammatoire disproportionnée[15] ;
- l'épilepsie : cette neuro-inflammation pourrait également être une composante de l'épilepsie, les astrocytes s'hypertrophient et se multiplient, avec des signes neuro-inflammatoires caractéristiques ;
- certaines douleurs neuropathiques et neuro-inflammatoires : les astrocytes pourraient synchroniser de manière néfaste les neurones via le relargage de glutamate[16] ;
- certains effets de l'exposition aux microondes des téléphones mobiles, qui semble chez l'homme, et dans le modèle animal selon des travaux récents (2016) pouvoir induire des gliomes ou gliomes malins (tumeur cérébrale rare, trouvée chez 2 % à 3 % des rats mâles exposés durant 9 h/jour durant 2 ans, sans relation dose-effet et alors que les femelles et les rats du groupe témoin étaient épargnés[17]).